# カラテア
カラテア(ゴシキヤバネバショウ、英:Jungle velvet、学名:Calathea)とは、クズウコン科カラテア属に属する熱帯アメリカ原産の観葉植物の総称である。

## 概要
高さは10～150cm。強い光を苦手としており、直射日光に当ててしまうと丸まり、葉焼けをすることがあるため、明るい日陰で育てると良い。ただし、日陰で育ててしまうと暗すぎるため、成長が遅くなり、葉色が悪くなる。アメリカの熱帯気候に300種が自生しており、高温多湿を好む。強い風や寒さが苦手で気温が10℃を切ると成長が著しく低下する。前述したとおり、高温多湿を好むため、乾燥にも注意が必要である。カラテアは吸水力が強いため、特に夏は土が乾きやすい。

### 害虫
(この節の出典)
- アブラムシ
- ハダニ
- カイガラムシ

### 病気
(この節の出典)
- 黒斑病
- 斑点病

### 花
黄色、白、青紫など様ざまな色の花がある。

### 葉
葉は広卵形で長さは、20～30cmである。

## 種類
(この節の出典)
- カラテア・マコヤナ
- カラテア・セブリナ
- カラテア・オルビホリア
- カラテア・メダリオン
- カラテア・ルフィバルバ
- カラテア・ビューティフルスター
- カラテア・ロゼオピクター
- カラテア・ドッティ[6]

## ギャラリー

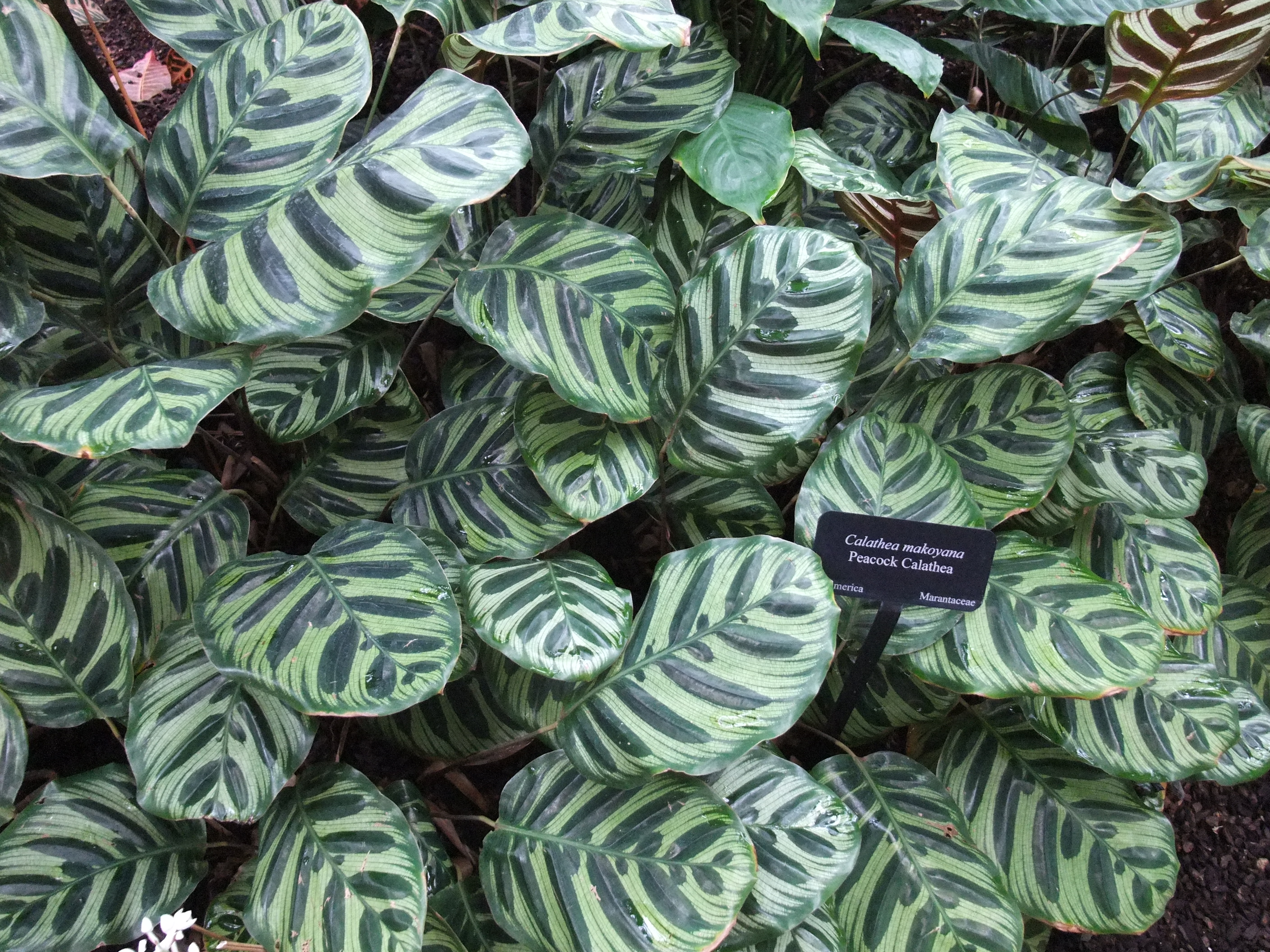
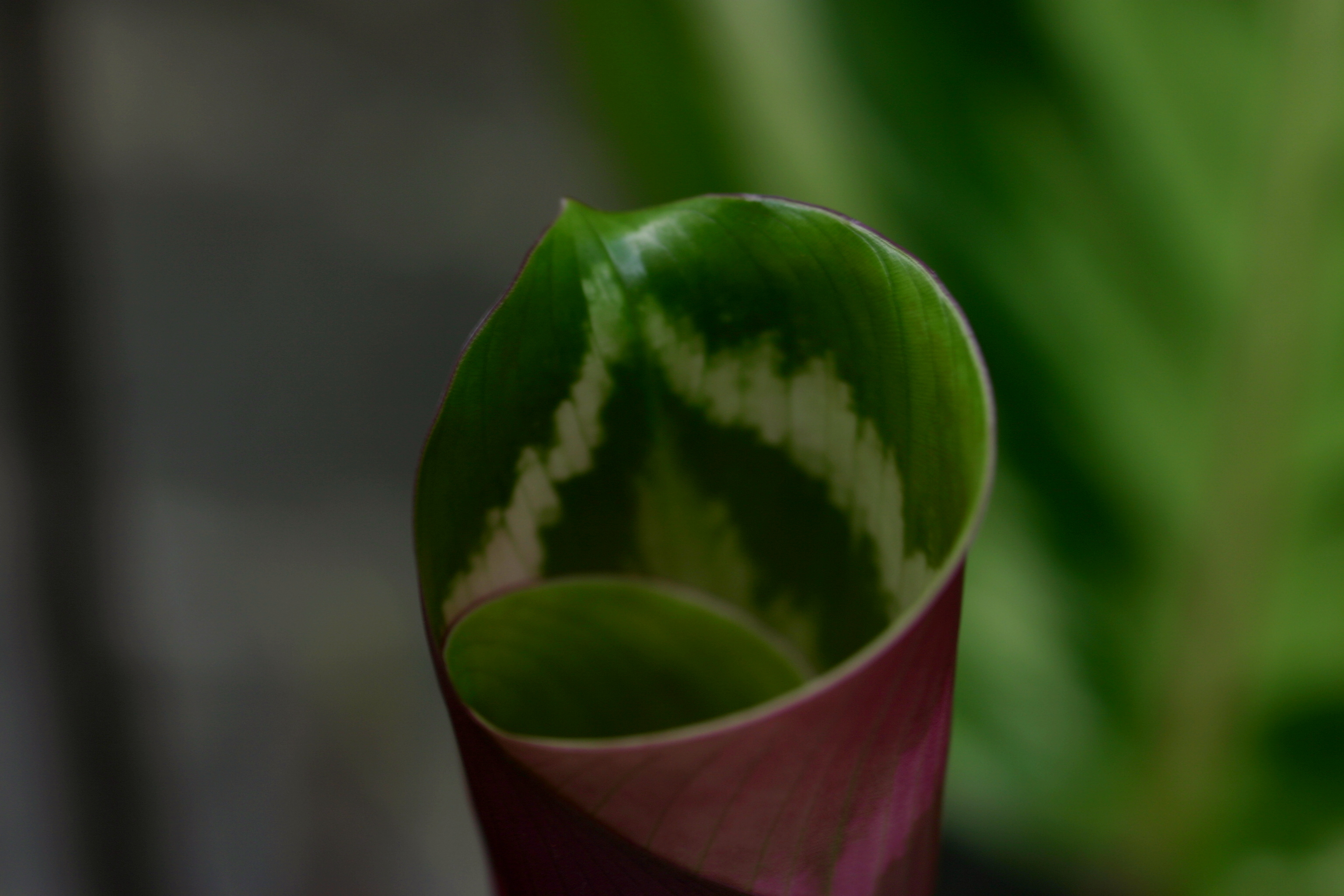
カラテアの葉
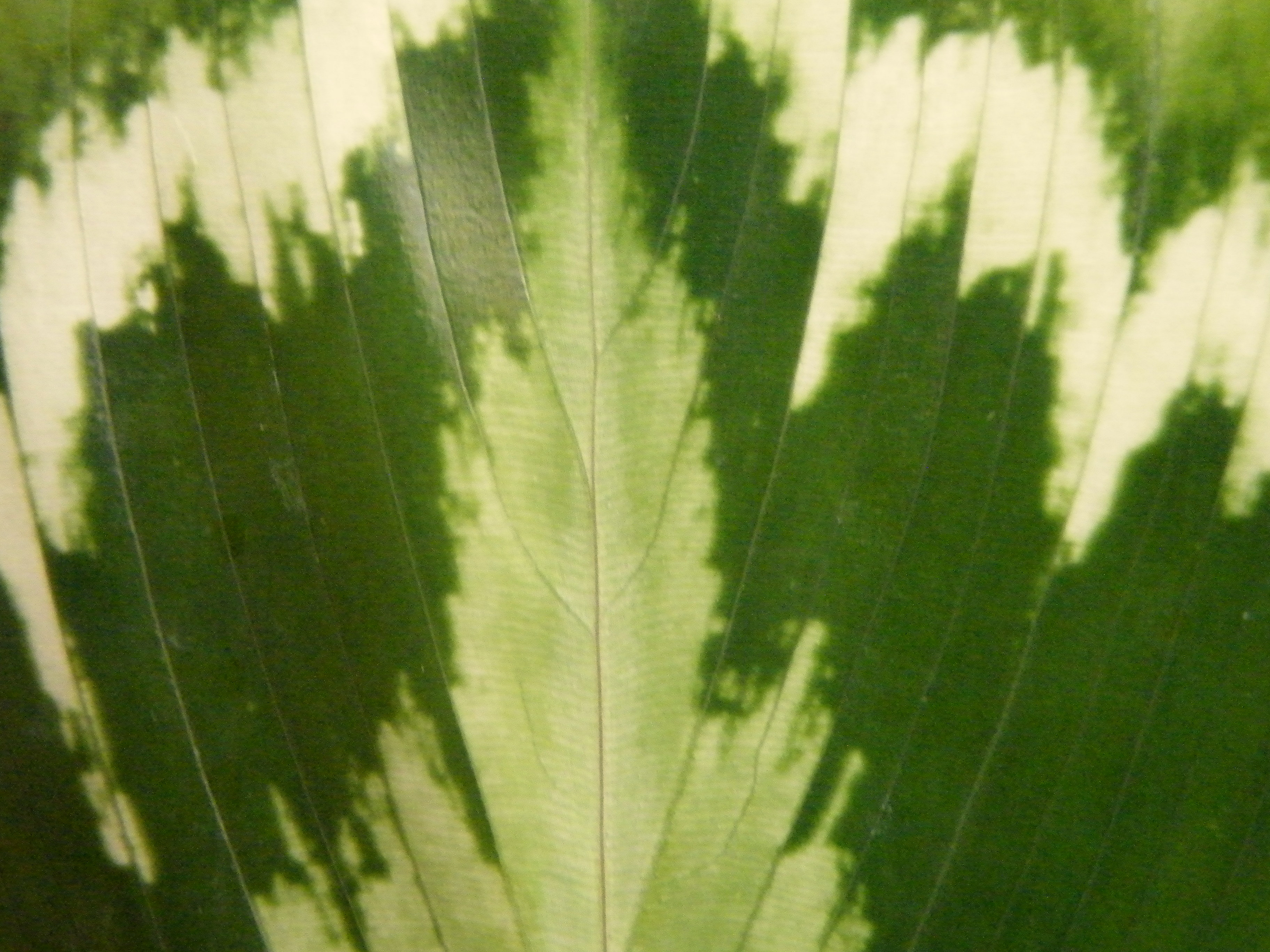
葉の拡大写真
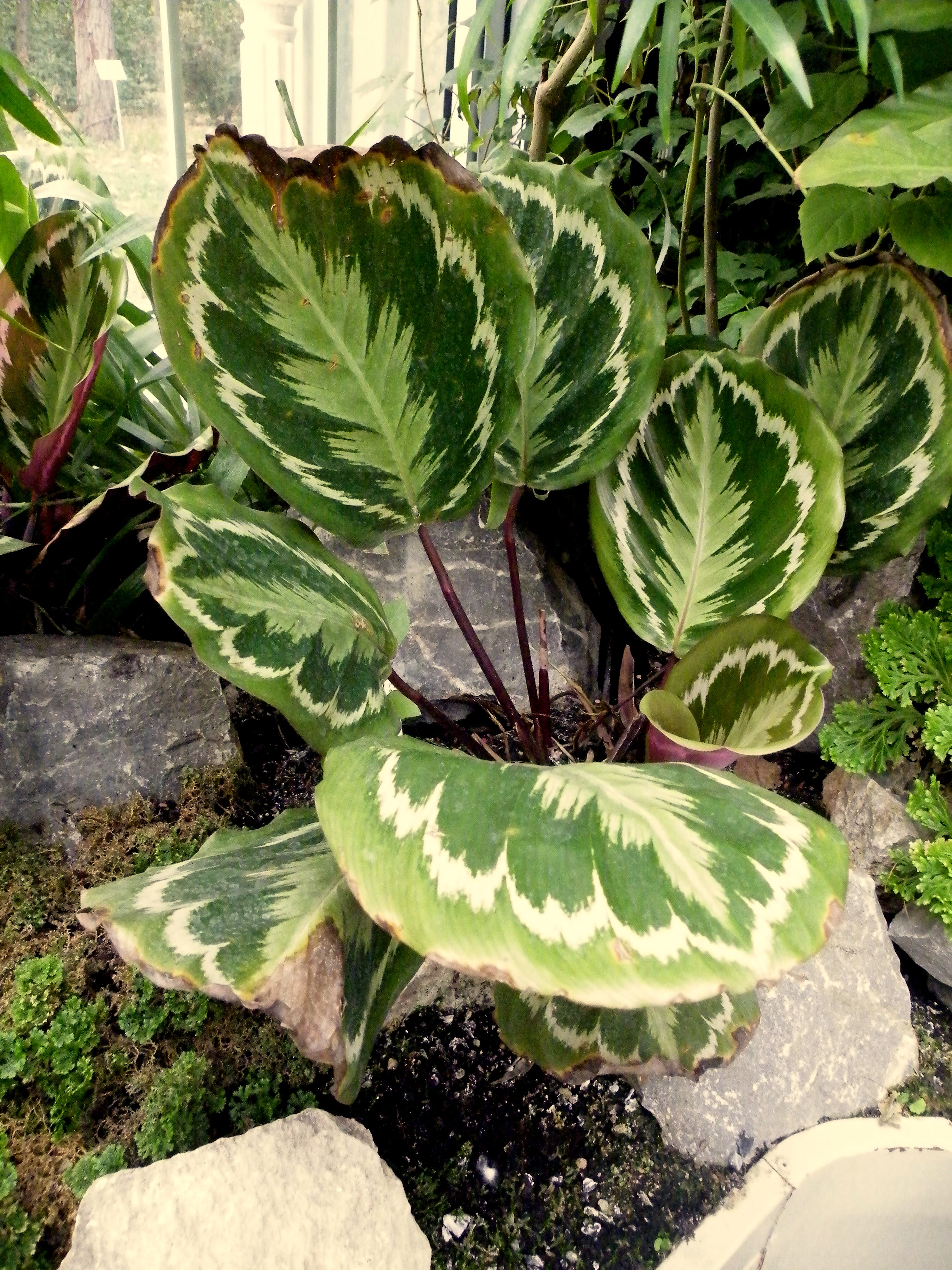
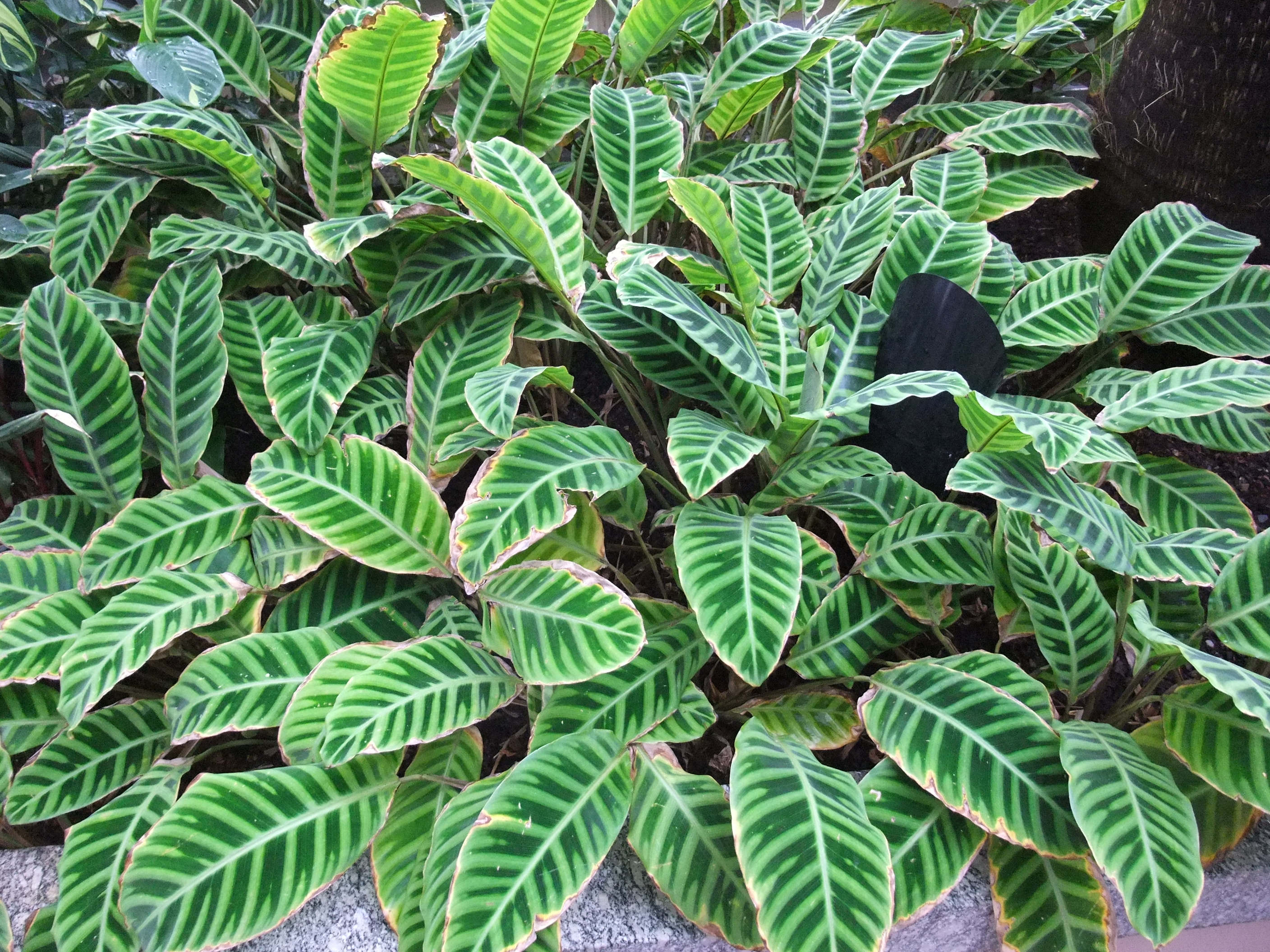
カラテア・ゼブリナ（英語版）
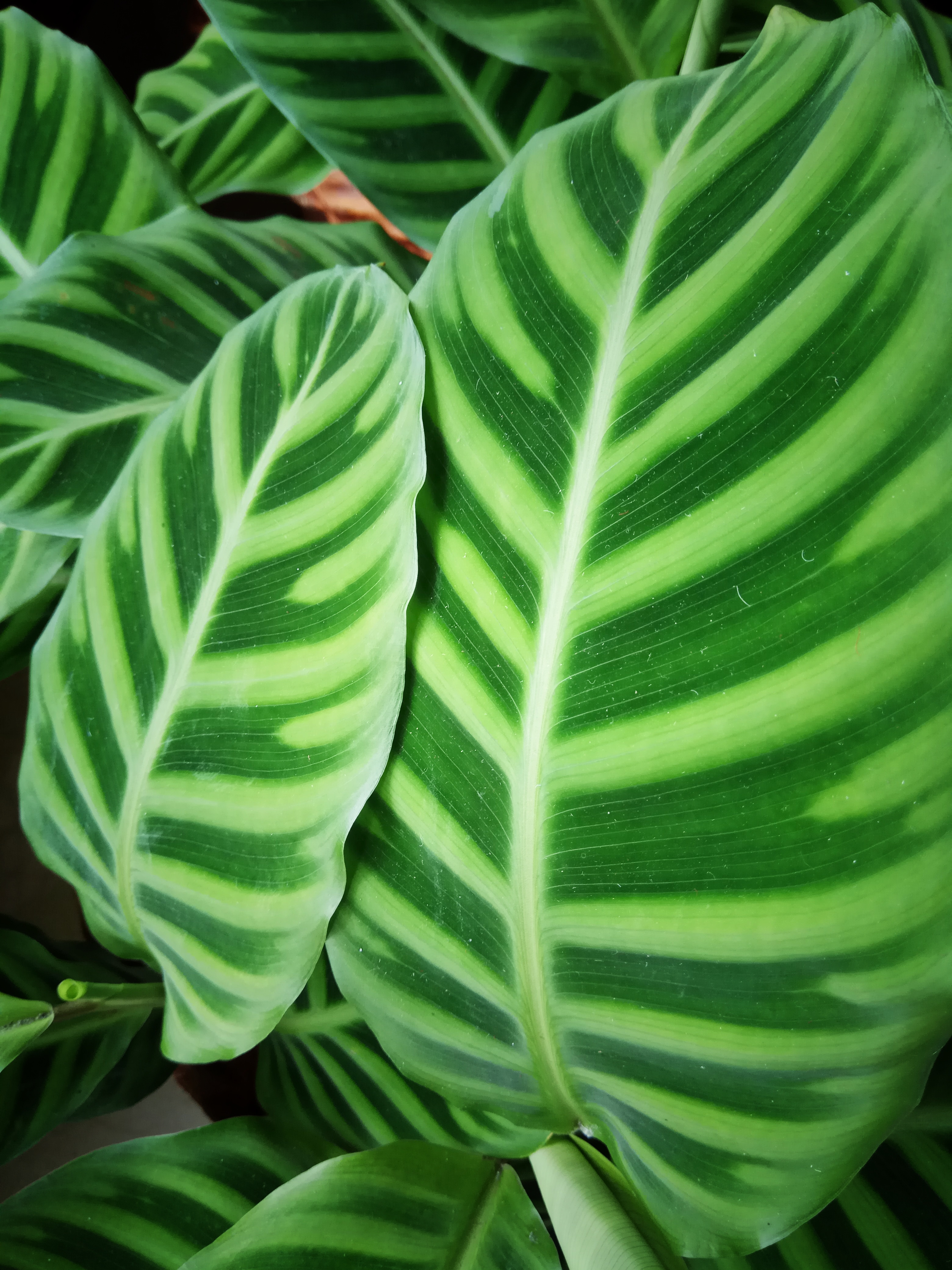
カラテア・ゼブリナの葉
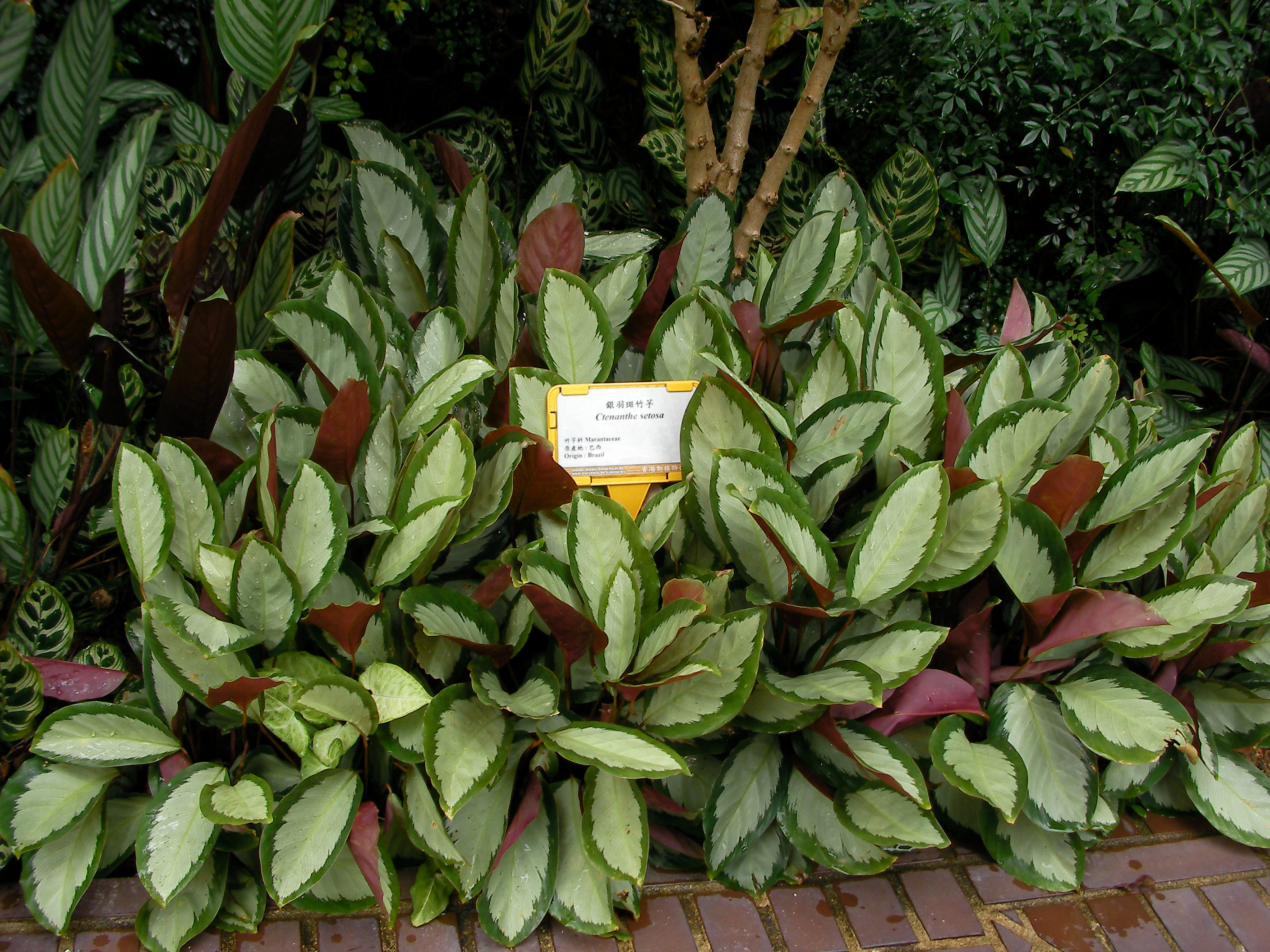
カラテア・ピクチュラ（英語版）
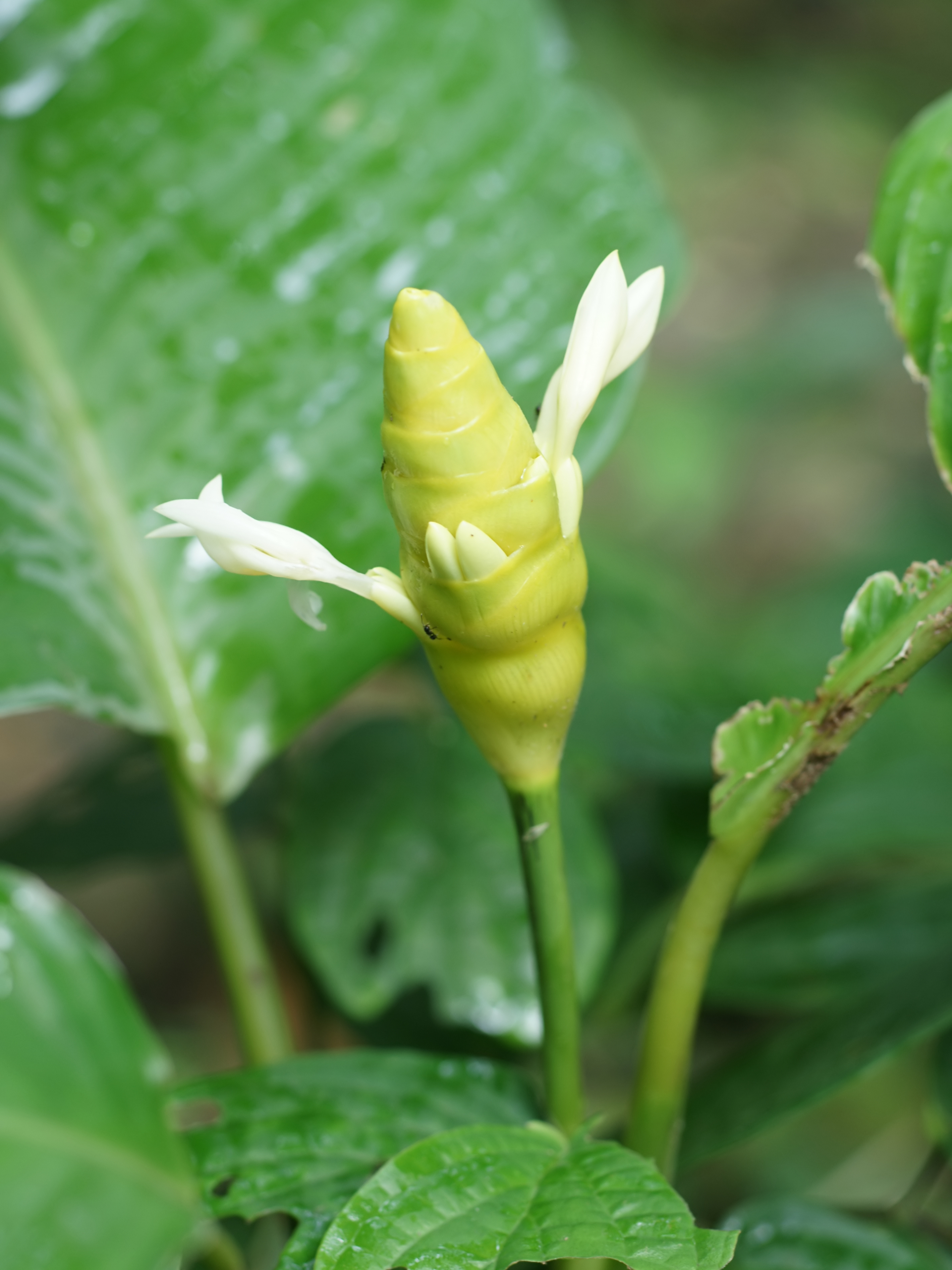
野生のカラテアの花
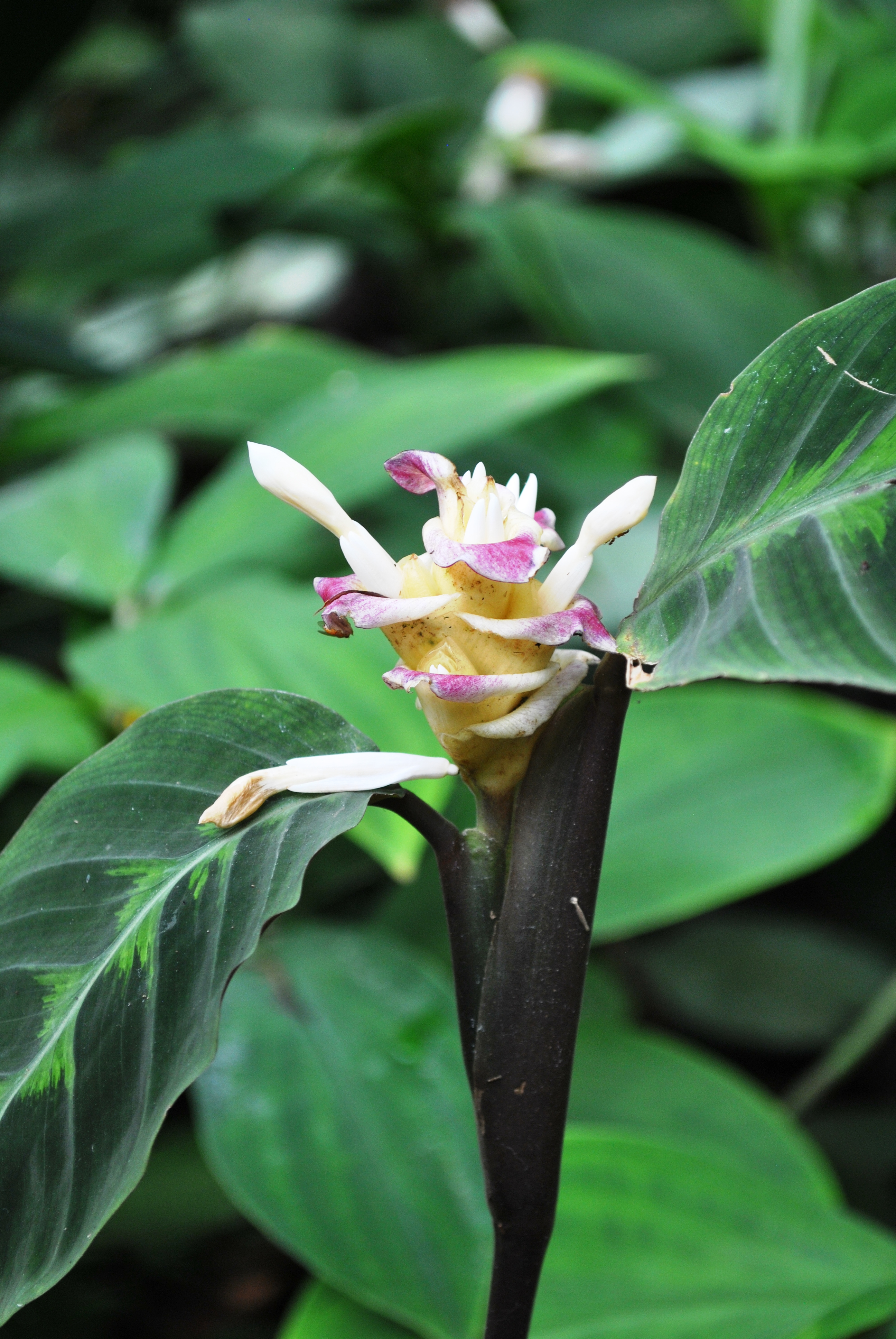
カラテア・ワルセウィッチーの花
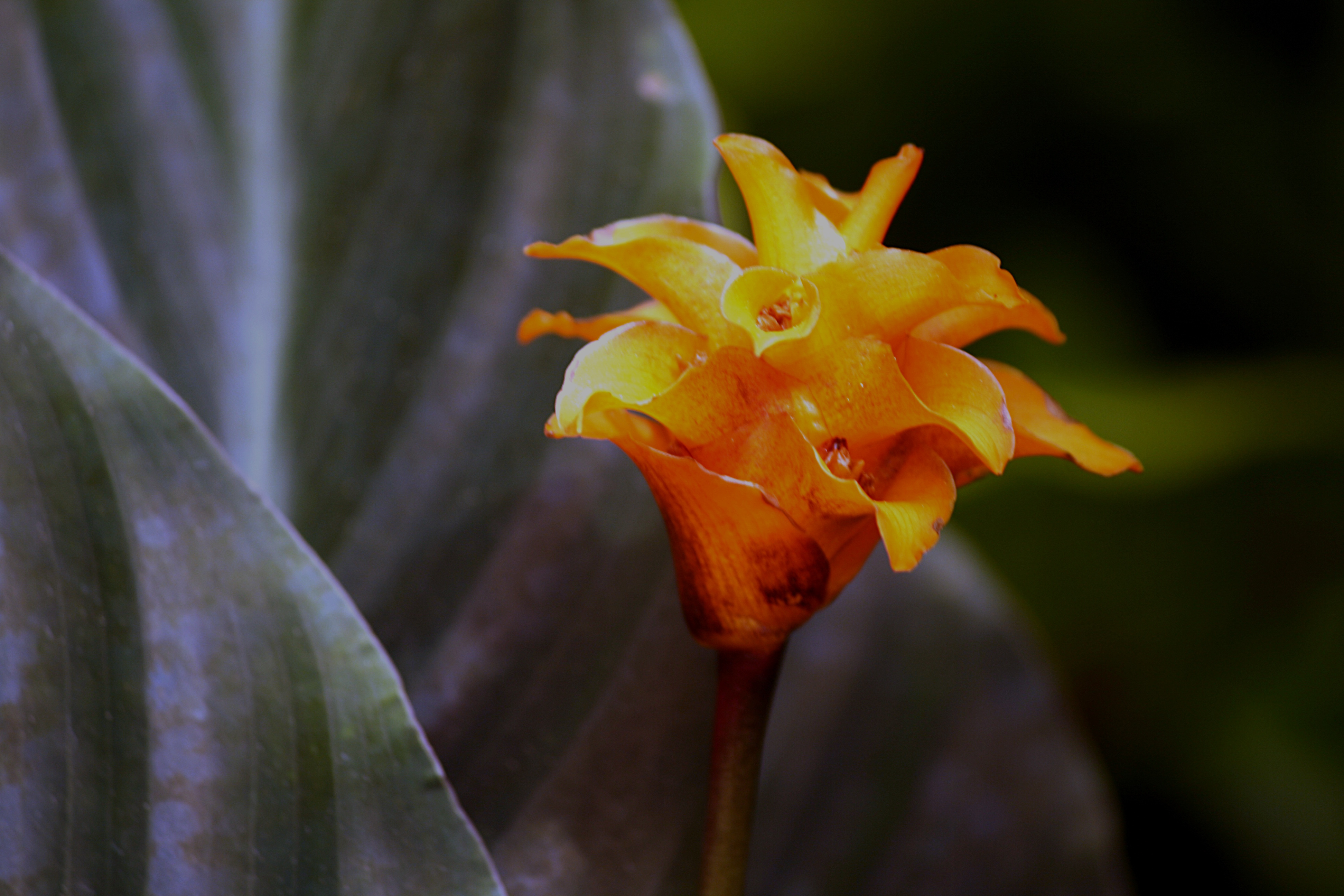